# Ricciotti Garibaldi jr
 (Roma, 24 novembre 1881 – Roma, 14 settembre 1951) è stato un militare e agente segreto italiano.

## Biografia
Figlio omonimo di Ricciotti Garibaldi, a sua volta figlio di Giuseppe Garibaldi, nasce a Roma il 24 novembre 1881. È il quarto figlio di Ricciotti e Constance Hopcraft, il primo nato in Italia. Frequenta la scuola industriale di Fermo, diplomandosi nel 1898. L'anno successivo si impiega nel settore dell'edilizia e nelle ferrovie, sia in Egitto che in Tripolitania.
Nel 1912 raggiunge i fratelli che combattono nella seconda guerra balcanica. Ricciotti si impegna in una intensa campagna per l'intervento italiano nella prima guerra mondiale, raccogliendo volontari e fondi. Nel 1914 si unisce ai fratelli in Francia per combattere nella Legione Garibaldina nella campagna delle Argonne.
Con l'ingresso italiano nel conflitto, si arruola come volontario nel 51º Reggimento di fanteria. Nel 1917 raggiunge il grado di maggiore. Al termine della guerra sul fronte italiano, si arruola per combattere anche sul fronte franco-belga. Alla fine del conflitto prova a dar vita ad un'attività commerciale in Francia, in seguito negli Stati Uniti, e poi nuovamente in Francia.

### Il fuoriuscitismo
Con i fratelli Peppino e Sante cercò di organizzare un'opposizione all'ascesa di Mussolini e del fascismo con il movimento Italia libera. Trasferitisi in Francia nel 1925, i tre fratelli si dedicarono alla costituzione di una Legione di reduci garibaldina, tentando di organizzare l'immigrazione italiana e vagheggiando un'incursione armata in Italia che avrebbe dovuto sollevare la popolazione contro il fascismo con fondi della Massoneria italiana. I propositi dei due fratelli si espandevano anche alla Spagna del dittatore Miguel Primo de Rivera e a tal fine entrarono in contatto con il generale Francesc Macià. Negli stessi anni, a Parigi, entrò in contatto con l'ambiente antifascista, divenendo amico di Tito Zaniboni, ex deputato socialista
In questo periodo, insieme al fratello Peppino, entrò in contatto con il vice questore Francesco La Polla, il quale li reclutò come agenti del governo italiano. Fu organizzato un piano che prevedeva un falso attentato contro Mussolini e l'organizzazione di un'azione militare contro la Spagna, assecondando l'ignaro Macià. L'obiettivo era di costringere il governo francese a prendere posizione contro i fuoriusciti italiani, gettando su questi ultimi discredito, e provocare attriti tra la Spagna e la Francia. La polizia francese svolse le sue indagini evitando le pressioni che pur arrivavano da parte di alcuni politici ed individuò Ricciotti come agente provocatore; così il 4 novembre 1926 arrestò Macià e il 5 anche Ricciotti jr a Nizza. Come riassunse lo storico e antifascista Aldo Garosci, "da un lato il Garibaldi aveva promesso il suo contributo e quello delle "legioni" al Macià, dall'altro la polizia francese aveva acquisito le prove che si trovava alle prese con un avventuriero al soldo del governo fascista"
Dopo l'arresto Ricciotti rivelò tutta l'operazione segreta, confessando di essere un agente al servizio del governo italiano e di ricevere le istruzioni direttamente dall'ambasciatore italiano a Parigi Romano Avezzana al caffè Fouquet. Mentre in tempi precedenti aveva ottenuto la somma elevatissima di 645.000 lire per finanziare la sua Legione garibaldina dalle mani del vice questore La Polla.
In seguito alla scoperta del suo doppiogiochismo quale agente provocatore fascista, la Loggia Italia n. 450, della Gran Loggia di Francia, della quale era membro, lo sospese dai suoi diritti e il Consiglio dell'Ordine dell'Obbedienza lo mise in stato d'accusa.
Espulso dalla Francia, si rifugiò a Cuba, ma dopo pochi mesi ritornò in Italia, a Riofreddo, dove era podestà il fratello Ezio Garibaldi e dove, come analizza Gaetano Salvemini, "nonostante le sue rivoluzionarie attività antifasciste e le sue famose Avanguardie fu accolto senza disturbi". Dieci anni più tardi, sempre secondo Salvemini, fondò a Milano le ""Edizioni garibaldine", i cui agenti si facevano passare come rappresentanti di una "Federazione nazionale volontari garibaldini"". Il presidente della Federazione era il fratello Ezio, che il 26 novembre 1936 sulle colonne del Popolo d'Italia diffidò il pubblico a prendere parte a quella "mistificazione".
Dopo l'8 settembre tentò con scarsi risultati di incontrare il maresciallo Pietro Badoglio a Salerno. Svolse attività partigiana, entrando in contatto con l’alto Comando Americano, che gli affidò l'incarico di informatore lungo la linea Gustav.
Nel dopoguerra, con il fratello Sante, provò a rianimare l'associazionismo garibaldino. Trascorse i suoi ultimi anni a Roma, in modestissime condizioni e assistito dalle sorelle; morì il 14 settembre 1951. Ricciotti Jr Garibaldi è sepolto nella tomba di famiglia al cimitero del Verano.

## Onorificenze
26 agosto 1916 promozione per merito di guerra